# Europäisches Revolutionsjahr 1830

Das Gemälde mit dem Titel Die Freiheit führt das Volk wurde von dem französischen Maler Eugène Delacroix im Jahr 1830 geschaffen. Zu sehen ist eine Freiheitsallegorie, die den Triumph der französischen Julirevolution verkörpert. Paris, Louvre.

Das Jahr 1830 ging als ein Revolutionsjahr in die europäischen Geschichte ein. In Paris wurde Karl X. gestürzt und die Julimonarchie unter Louis Philippe proklamiert. Belgien spaltete sich von dem Vereinigten Königreich der Niederlande ab und konstituierte sich als eigenständiger Nationalstaat. Im Deutschen Bund ließen die Regierungen in Sachsen, Kurhessen, Braunschweig und Hannover unter dem Druck der Straße neue Verfassungen ausarbeiten. Im Herzogtum Braunschweig wurde erstmals ein deutscher Fürst revolutionsbedingt abgesetzt. Die polnische Nationalbewegung kämpfte ermutigt von den europaweiten Aufständen für eine Wiedererlangung der nationalen Unabhängigkeit. In Großbritannien stellten Unruhen die Weichen für eine Wahlrechtsreform. Nur in Preußen, Österreich und Russland blieben die autokratischen Systeme weiter bestehen.

## Einordnung
| Paris |

| Brüssel |

| Antwerpen |

| Warschau |

| Bologna |

| Modena |

| Parma |

| London |

| Weinfelden |

| Braunschweig |

| Göttingen |

| Dresden |

| Berlin |

| Kassel |

| München |

| Lyon |

Das Jahr 1830 wird häufig als ein wichtiger Einschnitt angesehen, insbesondere von deutschen Historikern wie Hans-Werner Hahn. Diese vertreten die Ansicht, dass die europaweiten revolutionären Erschütterungen von 1830 (Frankreich, Belgien, deutsche und italienische Staaten) die sozialen, politischen und ideologischen Konfrontationen der vorhergehenden Jahrzehnte entscheidend weiter verschärften. Aus diesem Grund hat sich für den deutschsprachigen Raum das Konzept eines politischen Vormärz gefestigt, der 1830 begann und bis zu den Märzrevolutionen von 1848 andauerte. Die revolutionären Geschehnisse trugen zu einer Zementierung der politischen Entwicklung in Europa bei: Im Westen des Kontinents entstanden liberale Monarchien. Im Osten bestanden dagegen die autokratischen Strukturen Preußens, Russlands und Österreichs weiter fort.

## Überblick über die Entwicklung der europäischen Staaten

### Frankreich

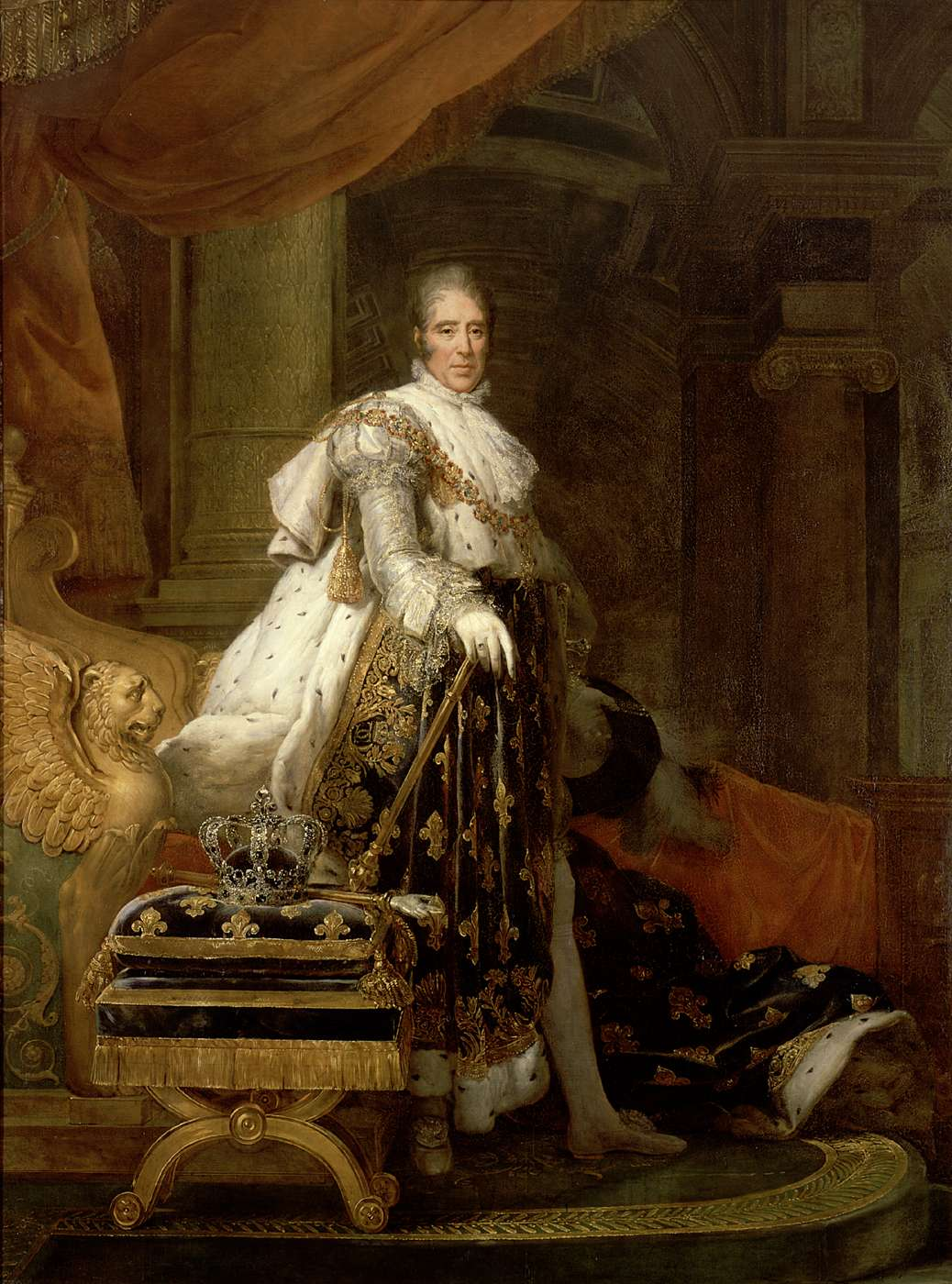
Das 1825 von dem Maler François Gérard geschaffene Gemälde zeigt den französischen König Karl X. von Frankreich im Krönungsornat. Madrid, Museo del Prado

Der Auftakt der Revolutionen ging von Frankreich aus, was zur Jahreswende 1829/1830 noch nicht abzusehen war. Zwar betraf ein ungewöhnlich langer Winter das Land, der die Ernten zunichtemachte. Dennoch brachen Hungeraufstände nur in einigen Regionen Frankreichs aus. Auch die Gefahr eines Militärputsches schien gering, da die Armee gerade mit der Eroberung Algeriens beschäftigt war. Die französische Regierung unter Premierminister Jules de Polignac hoffte mit der Errichtung einer Kolonie in Nordafrika von innenpolitischen Spannungen zwischen Parlament und Monarch ablenken zu können. Die zweite Kammer des Parlamentes hatte nämlich im März 1830 von König Karl X. gefordert, zukünftig Minister aus der Regierung zu entlassen, die keinen Rückhalt in der Kammer fanden (Ministerverantwortlichkeit). Das Parlament versuchte auf diese Weise Einfluss auf den politischen Kurs der königlichen Regierung zu gewinnen. Daraufhin ließ Karl X. Neuwahlen veranlassen, um die Opposition gegen sich zu brechen. Derweil landeten unter dem Vorwand, die Piraterie und Versklavung im Mittelmeer zu bekämpfen, im Juni 1830 etwa 37.000 Soldaten an der algerischen Küste. Am 4. Juli 1830 nahmen die Truppen Algier ein. Die Erwartungen der königlichen Regierung erfüllten sich indes nicht. Die wahlberechtigten Bürger stärkten die oppositionellen Kräfte im Parlament weiter. Die Liberalen bekamen am 3. Juli 1830 ganze 274 Abgeordnetensitze. Dies waren 53 Plätze mehr als bisher und eine deutliche Niederlage für den politischen Kurs der Regierung Polignac.
Konfrontiert mit den neuen Mehrheitsverhältnissen im Juli 1830 plante der Monarch neue Wahlen unter einem veränderten rechtlichen Rahmen. In den sogenannten Juliordonnanzen vom 26. Juli 1830 legte er unter anderem eine Erneuerung des Wahlzensus fest, die die Mehrheit des Bürgertums von der Wahlberechtigung ausschloss. 75 % der zuvor wahlberechtigten Bürger durften nicht mehr an einer Abstimmung teilnehmen. Zudem setzten die Beschlüsse eine strengere Zensur durch.
Karl X. erließ die Verordnungen, ohne zuvor Sicherheitsvorkehrungen für Paris zu treffen. In der französischen Hauptstadt waren nicht genug Truppen stationiert worden, um auf eventuelle Proteste und Unruhen reagieren zu können. Der König selbst zeigte keine Präsenz. Er verreiste zu seinem Landsitz Rambouillet und vergnügte sich dort bei der höfischen Jagd. Am 27. Juli 1830 entstanden erste Barrikaden in der Umgebung des Palais Royal. Am Abend desselben Tages spitzte sich die Situation weiter zu. Protestierende Studenten, Arbeiter und aus dem Dienst geschiedene Soldaten versammelten sich auf den Straßen von Paris. Die Menschenmassen breiteten sich in der Stadt ungehindert aus, da der kommandierende Marschall seine Truppen am Louvre konzentrierte. Auch am 28. Juli erhielt der Marschall noch immer keine Anweisungen von Karl X. Teile seiner Truppen begannen daher bei ersten Zusammenstößen zu den Aufständischen überzulaufen. Schließlich zogen sich die Regierungstruppen am 29. Juli 1830 aus der Stadt zurück.
Am 2. August 1830 verzichtete Karl X. auf seinen Thron und bestimmte seinen Großneffen zu seinem Nachfolger. Das Parlament zeigte sich hiervon jedoch unbeeindruckt und proklamierte am 7. August 1830 Louis-Philippe I. aus dem jüngeren Zweig der Bourbonen-Dynastie zum König der Franzosen. Damit begann in Frankreich die Zeit der sogenannten Julimonarchie, die sich bis 1848 politisch behaupten sollte. Mit dem Königtum von Louis-Philippe dominierten nicht länger die politischen Interessen der Aristokratie und des Klerus das Land, sondern die des Großbürgertums (vor allem Bankiers und Großgrundbesitzer).

### Belgien

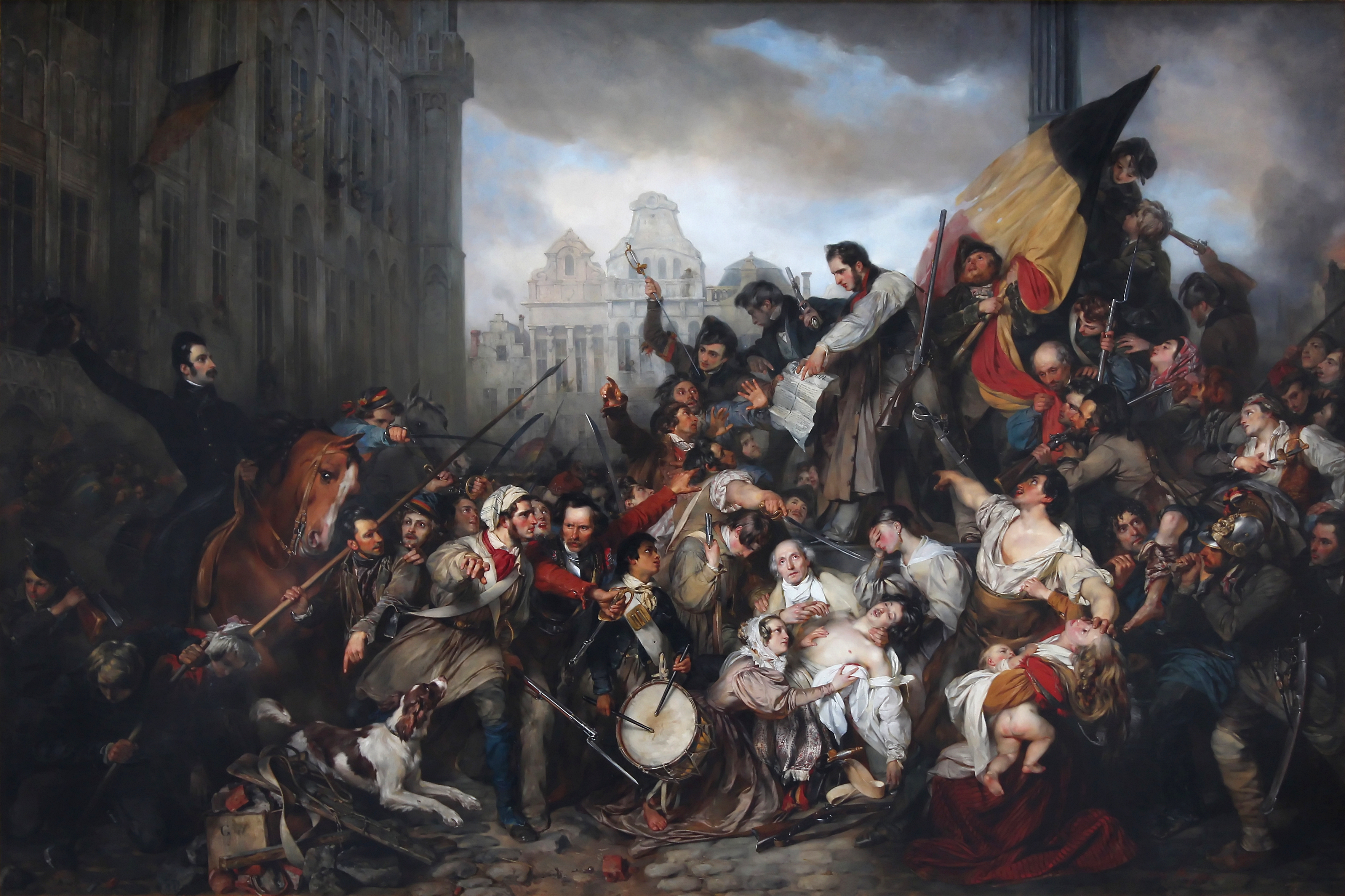
Das Gemälde von Gustave Wappers entstand 1835 im Auftrag des belgischen Staates und bildet den Grand-Place in Brüssel im September 1830 ab. Brüssel, Königliche Museen der Schönen Künste

Das revolutionäre Geschehen in Frankreich weitete sich als erstes auf die südlichen Provinzen des Vereinigten Königreichs der Niederlande aus. Die Region des heutigen Belgiens war 1815 auf dem Wiener Kongress den Niederlanden zugeschlagen worden. Die dortige, überwiegend katholische Bevölkerung wurde hierüber nicht befragt. Sie lehnte die protestantische Vorherrschaft der „Holländer“ ab. Die unnachsichtige Politik von König Wilhelm I. verschärfte die Spannungen noch: Der Monarch ließ in den südlichen Provinzen höhere Steuern erheben, die katholische Presse zensieren und die Hauptverwaltungen hauptsächlich mit Personal aus dem nördlichen Teil des Landes besetzen. Zu weiterem Unmut trugen die staatlichen Versuche bei, das Schulwesen dem Einfluss der katholischen Kirche zu entziehen und in einigen Provinzen niederländisch als Gerichts- und Behördensprache durchzusetzen. Den Auftakt des belgischen Unabhängigkeitskampfes läutete am 25. August 1830 eine Vorstellung in dem Brüsseler Opernhaus ein. In dem Gebäude wurde das Stück La muette de Portici aufgeführt. Es handelte von einer italienischen Rebellion in Neapel gegen die spanische Vorherrschaft im 17. Jahrhundert. Das Publikum zeigte sich von der Darbietung inspiriert und trug revolutionäre Parolen auf die Straßen von Brüssel, indem es die Marseillaise anstimmte. Auf den Plätzen von Brüssel hatten sich auch Handwerker versammelt, um einem ursprünglich geplanten Feuerwerk zu Ehren des niederländischen Königs beizuwohnen. Ermutigt von dem aus dem Opernhaus strömenden Publikum errichteten sie jedoch Barrikaden und folgten damit dem Beispiel von Paris. Kurze Zeit darauf stellten sich Bürgerwehren auf die Seite der Aufständischen. König Wilhelm I. lehnte Zugeständnisse gegenüber den Aufständischen zunächst strikt ab. Er wollte den Protest im Süden mit Waffengewalt ersticken. Im September 1830 konnten seine Truppen allerdings zurückgeworfen werden: Viele der anrückenden Soldaten weigerten sich, gegen ihre eigenen Landsleute vorzugehen. Die eingesetzten niederländischen Verbände waren militärisch meist unerfahren und für den Barrikadenkampf untauglich. Am 27. September 1830 gab der Admiral der niederländischen Truppen die Kämpfe in Brüssel auf. Daraufhin sprang die Revolution auch auf Antwerpen über. Der Beschuss der Stadt durch niederländische Artillerie fachte nur den Widerstandswillen der Bewohner weiter an. Am 26. September 1830 bildete sich eine provisorische Regierung in Brüssel, die am 4. Oktober die belgische Unabhängigkeit vom Königreich der Niederlande verkündete.
Die proklamierte Unabhängigkeit Belgiens warf unweigerlich machtpolitische Fragen auf. Die Gründung eines neuen Staates mitten in Europa und die Lossagung von einem etablierten Herrscherhaus verstieß fundamental gegen die Prinzipien des Wiener Kongresses. Die europäischen Großmächte von 1815 hatten das Vereinigte Königreich der Niederlande als einen Puffer gegen zukünftige französische Expansionsgelüste aus der Taufe gehoben. Die Abspaltung Belgiens schien somit die außenpolitische Sicherheit Großbritanniens und Preußens zu gefährden. Paris, das gerade erst die Julirevolution hinter sich hatte, war jedoch zunächst an keinem außenpolitischen Abenteuer interessiert. Louis Philippe I. räumte daher der innenpolitischen Konsolidierung den Vorrang ein und überließ der Regierung in London die diplomatische Führung in der belgischen Angelegenheit. Am 4. November 1830 kam es unter Führung des britischen Außenministers zu einer Konferenz der europäischen Großmächte. Diese setzten im Dezember 1830 ein Ende der Kämpfe zwischen belgischen und niederländischen Einheiten durch. Im Januar des folgenden Jahres folgte die Anerkennung der belgischen Souveränität und die Verpflichtung Brüssels zu strikter Neutralität in der Außenpolitik.

### Deutscher Bund
Nach Frankreich und Belgien erreichten Aufstände auch den Deutschen Bund, einen losen Zusammenschluss deutscher Einzelstaaten. In Ländern, in denen die Regierungen bisher keine Verfassung gewährt hatten oder eine auffallend restaurative Politik betrieben, kam es bereits im September 1830 zu Ausschreitungen. Dies war im Kurfürstentum Hessen, im Herzogtum Braunschweig, in der preußischen Rheinprovinz sowie in den Königreichen Sachsen und Hannover der Fall. In den Verfassungsstaaten wurden wenig später Forderungen nach Ministerverantwortlichkeit, einem Initiativrecht für die Parlamente, einer Vereidigung der Armeen auf die Verfassungen und einem Ende der Zensur laut.

#### Herzogtum Braunschweig

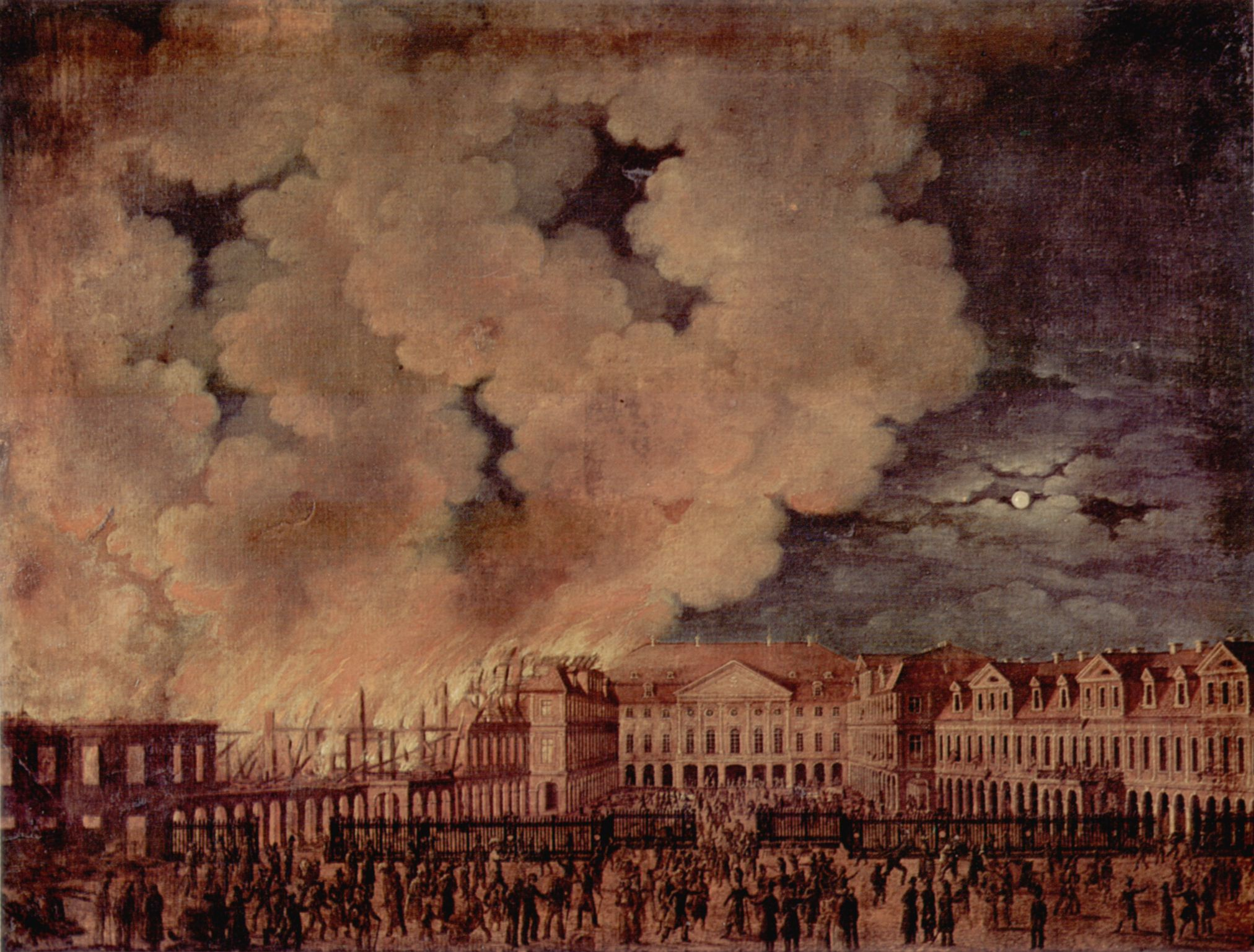
Die um 1830 gemalte Ansicht des Braunschweiger Schlossbrandes ist ein Werk des Braunschweiger Kupferstechers Karl Schröder. Braunschweig, Städtisches Museum

Besonders gewalttätige Unruhen erschütterten das Herzogtum Braunschweig. Seit 1826 regierte dort Herzog Karl II. Um keinen Einfluss an den ständischen Landtag zu verlieren, versuchte er dessen Einberufung zu umgehen. Da der Landtag jedoch für die Steuerbewilligung zuständig war, verordnete Karl II. dem Land einen rigiden Sparkurs. Darunter litten vor allem die staatlich geführten Bergbaubetriebe. Für Bauern, die sich aus der Leibeigenschaft freikaufen wollten, legte Karl II. hohe Ablösungszahlungen fest. Auch die Beamtenschaft und das Militär brachte der Herzog gegen sich auf. Er ließ vakant gewordene Verwaltungsstellen unbesetzt und reduzierte den Sold. Als sich im Jahr 1830 dann auch noch Missernten häuften, ergriff der Herzog keine Maßnahmen zu deren Linderung. Er unternahm stattdessen eine sommerliche Reise nach Paris, wo er Augenzeuge des Sturzes von Karl X. wurde. Der Herzog floh aus der französischen Hauptstadt und kehrte im August 1830 nach Braunschweig zurück. Am 1. September 1830 empfing er im Braunschweiger Schloss eine Delegation des Stadtmagistrats, die ihm eine Petition überreichte und die Einberufung des Landtages empfahl. Karl II. dachte jedoch nicht an Zugeständnisse. Er verstärkte stattdessen die Militärpräsenz, ließ Kanonen an wichtigen Plätzen der Stadt auffahren und plante eine weitere Reise nach England.
Die herzogliche Regierung stellte lediglich Steuererleichterungen in Aussicht. Die Bevölkerung stellte dies jedoch kaum ruhig. Am Abend des 6. September 1830 versammelten sich Demonstranten vor dem Hoftheater. Als der Herzog die Shakespeare-Aufführung vorzeitig verließ, warfen die Demonstranten Steine auf seine Kutsche. Karl II. zog sich in das Schloss zurück und gab den Befehl, alle Truppen zusammenzuziehen und so alle Zugänge zum Schloss abzuriegeln. Vor dem Haupttor des Schlosses kamen kurze Zeit darauf etwa 500 Menschen zusammen und riefen lautstark nach Brot und Arbeit. Da sich die Menge nicht zurückzog, ließ der Herzog Kavallerie einsetzen und den Bereich räumen. Daraufhin wütete die Menge in der Stadt; zerstörte Straßenlaternen und warf die Scheiben des Hauses ein, das einer Mätresse des Herzoges gehörte. Zur Eindämmung der Unruhe genehmigte Karl II. die Gründung einer Bürgerwehr in Braunschweig (allerdings ohne Schusswaffen). Am 7. September 1830 beratschlagte der Herzog mit seinen Offizieren über den genauen Einsatz der Artillerie. Auch trieb er die Vorbereitung seiner Abreise mit Staatskasse weiter voran. Der Magistrat untersagte derweil öffentliche Menschenansammlungen ab sechs Personen im Stadtgebiet.
Am Abend des 7. September sicherten 1300 Soldaten die Residenz des Herzoges. Dennoch griff eine Menschenmenge das Schlossgitter an und versuchte Tore und Fenster mit Äxten und Beilen aufzuschlagen. In dieser Situation beriet General Herzberg den Herrscher. Er riet Karl II. dringend von einem Schießbefehl ab und ermutigte ihn stattdessen von den bereitstehenden Kutschen Gebrauch zu machen. Seine vorübergehende Abreise würde die Gemüter in der Stadt wieder beruhigen. Daraufhin verließ der als Adjutant verkleidete Karl II. das Schloss unbemerkt durch einen Hintereingang. Militärisch ließ sich die Residenz nicht halten. Die Menschenmenge drang ein, zerstörte die Einrichtung und setzte das Schloss sogar in Brand. Löschversuche schlugen fehlt. Die braunschweigischen Landstände riefen nach der Flucht Karls dessen Bruder nach Braunschweig. Wilhelm erhielt zunächst nur provisorisch die Verantwortung als Generalgouverneur und trat erst im Folgejahr offiziell die Nachfolge als Herzog an – auch da Karl nie aus seinem britischen Exil zurückkehren konnte. Damit hatte zum ersten Mal eine Revolution einen deutschen Herrscher vom Thron verdrängt.

#### Königreich Hannover
Im Königreich Hannover blieben die Ausschreitungen lokal hauptsächlich auf Osterode und die Universitätsstadt Göttingen begrenzt. Jenseits dieser beiden Städte zeigten sich keine Akteure, die eine größere Opposition hätten initiieren oder anführen können. Landesweit kamen jedoch zahlreiche Petitionen zustande. Diese bewegten die Regierung langfristig zumindest dazu, dem Königreich ein Staatsgrundgesetz zuzugestehen. Die Bittgesuche der Bevölkerung wurden nach London weitergegeben, wo König Wilhelm IV. residierte. Er war in Personalunion sowohl König von Großbritannien als auch von Hannover. Die Petitionen enthielten Forderungen nach einer repräsentativen Verfassung, einer Einführung der Pressefreiheit, die Abschaffung feudaler Rechte und die Beseitigung konfessioneller Diskriminierung. Zusätzlich sollte Graf Münster entlassen werden, der die Angelegenheiten des Königreichs Hannover stellvertretend für den König leitete. Die Bevölkerung machte den Grafen für den Reformstau in ihrem Land verantwortlich. Zur Eindämmung möglicher Unruhen verlegte die Regierung im Oktober 1830 Truppen an die Grenze zum Kurfürstentum Hessen, das bereits massiv von Protesten betroffen war. Kleinere Unruhen gegen zu hohe Steuern, Zölle und Lebensmittelpreise konnten dennoch im Königreich nicht vollständig von vornherein unterdrückt werden. In Göttingen verbreitete sich die Nachricht vom Sturz des französischen Königs über ausländische Zeitungen.
Die Lage spitze sich in der Stadt Göttingen besonders zu, als im Dezember auch Professoren sich öffentlich zur französischen Julirevolution bekannten. Davon ermutigt befreiten Studenten am 2. Dezember 1830 einen ihrer Kommilitonen aus der Haft. Dieser hatte „aufrührerische“ Schriften in der kurhessischen Hauptstadt Kassel verteilt. Dass die Universitätsleitung keine Bestrafung über die verantwortlichen Studenten verhängte, erregte großes Aufsehen. In der städtischen Öffentlichkeit kam zunehmend Sympathie für die Aktion der Studenten auf. Die Stimmung schlug kurz darauf gegen den städtischen Polizeikommissar um: Jener ließ am 25. Dezember 1830 einen Zinnengießer, der wegen Ruhestörung von einem Nachtwächter aufgegriffen worden, öffentlich abführen. Gegen diese von der Bürgerschaft als demütigend empfundene Behandlung regte sich Protest, der zur Jahreswende 1830/1831 in die sogenannte Göttinger Revolution mündete. Erst der Einmarsch von 4500 Fußsoldaten und 600 Reitern der Kavallerie beendete Mitte Januar 1831 den Aufstand kampflos.

#### Königreich Sachsen
Wie im Königreich Hannover lag auch in Sachsen ein Thronwechsel noch nicht lange zurück. 1827 war König Friedrich August I. verstorben. Seine Nachfolge trat König Anton an – ein Herrscher, der den antiliberalen Kurs seines Vorgängers weiterverfolgte und nur wenige Reformen durchführte. Die Bevölkerung lastete diese Entwicklung jedoch weniger dem Monarchen selbst als vielmehr dessen Kabinettsminister Detlev von Einsiedel an. Einsiedel blieb die politisch dominierende Figur im Königreich Sachsen. Die enttäuschten Hoffnungen der Bevölkerung auf einen politischen Kurswechsel stärkte die Unzufriedenheit im Land. Im Juni 1830 – noch vor der Julirevolution in Frankreich – kam es zu ersten Unruhen in Leipzig. In der Stadt wurde zu diesem Zeitpunkt das 300-jährige Jubiläum der Confessio Augustana von 1530 gefeiert. Die Leipziger empfanden es jedoch als Schikane, dass die lokale Obrigkeit bei den feierlichen Prozessionen das Tragen von studentischen Uniformen – in dieser Zeit ein Symbole des Liberalismus – verbot. Nur mit Hilfe eines Polizeiaufgebotes konnte der Protest erstickt werden. In Folge der französischen Julirevolution wiederholte sich dann im September 1830 der Protest auf den Straßen von Leipzig. Das rigorose Agieren der Polizei ließ den Widerstand der anwesenden Handwerksgesellen, Studenten, Manufakturarbeiter und Lehrlinge gegen Staatsgewalt und Magistrat stärker noch als im Juni anwachsen. In Petitionen, die dem Stadtrat am 4. September 1830 übergeben wurden, warfen die Aufständischen der Stadtverwaltung unnötige Härte und Willkür vor. Sie forderten außerdem eine Erneuerung des Polizeiwesens und niedrigere Abgaben. Von Leipzig aus griff der Protest noch in derselben Woche auf die Residenzstadt Dresden über. König Anton berief eine Sicherheitskommission ein, in der sein in der Bevölkerung beliebter Bruder Friedrich August den Vorsitz erhielt. Am 13. September 1830 trat Einsiedel auf Wunsch des Königs zurück. Der liberaler eingestellte Bernhard von Lindenau nahm als Kabinettsminister dessen Position ein. Der Monarch gab auch dem öffentlichen Druck nach einer Mitregentschaft von Friedrich August und der Ausarbeitung einer Verfassung nach. Letztere sollte schließlich im September 1831 in Kraft treten.

#### Baden
Im Großherzogtum Baden vollzog sich am 30. März 1830 ein Thronwechsel. Großherzog Ludwig I. verstarb. Er war der letzte direkte männliche Nachkomme der Zähringerlinie. Da er keine standesmäßen Eheverbindungen eingegangen war, erlosch mit ihm im Mannesstamm sein dynastischer Zweig. Die Herrschaft ging auf das Haus Baden-Hochberg über. Ludwigs Stiefbruder Leopold übernahm den Thron. Dessen Herrschaft wurde von den übrigen deutschen Staaten und europäischen Großmächten nicht in Frage gestellt. Nur der bayerische König Ludwig I. meldete nach aus dem Aussterben der badischen Hauptlinie Ansprüche auf Gebiete der Pfalz an. Die badische Bevölkerung hoffte auf Reformen unter dem neuen Großherzog. Dieser beließ jedoch zunächst die Regierung seines Vorgängers im Amt. Erst kurz vor den Parlamentswahlen im Herbst 1830 ernannte er den liberal gesinnten Ludwig Georg Winter zum Innenminister. Winter avancierte in den folgenden Jahren zur wichtigsten politischen Figur in Baden. Er kam pragmatisch sowohl den liberalen Vorstellungen der badischen Bevölkerung als auch der überwiegend restaurativen Haltung der meisten Fürstenregierungen des Deutschen Bundes entgegen.

### Schweiz
Die revolutionären Geschehnisse in der Ferne beschleunigten die Liberalisierung vieler Kantone. In der Schweizer Geschichtsschreibung hat sich für diesen bis 1848 hinziehenden Prozess der Begriff der Regenerationsbewegung etabliert. In zehn Kantonen wurden die autoritäreren Regime abgesetzt und bis Anfang 1831 in liberal-demokratische Gemeinwesen mit Verfassungen umgewandelt. Die Aufstände bewirkten jedoch längst nicht in allen Kantonen politische Reformen. In Wallis, Neuenburg und Schwyz konnten die herrschenden Kräfte sich zunächst noch erfolgreich durch militärische Gewalt behaupten. Dort, wo die Verfassungen zustande kamen, konnte dies meist mit relativ wenig Gewalt erzwungen werden, etwa durch Volksversammlungen und Petitionen. Die Macht verlagerte sich dabei von den Regierungen der Kantone auf die einzelnen Parlamente. Den Bürgern wurde Presse- und Vereinsfreiheit zugestanden. Stadt und Land waren fortan rechtlich gleichgestellt. Im Jahr 1830 änderte sich für die Schweiz auch ihre außenpolitische Position in Europa. Sie lag geographisch zwischen liberalen Staaten wie Frankreich im Westen und den östlichen weiterhin autokratisch regierten Mächten wie Österreich. Diese neue Konstellation begünstigte langfristig eine Neutralitätspolitik der Schweiz.

### Polen

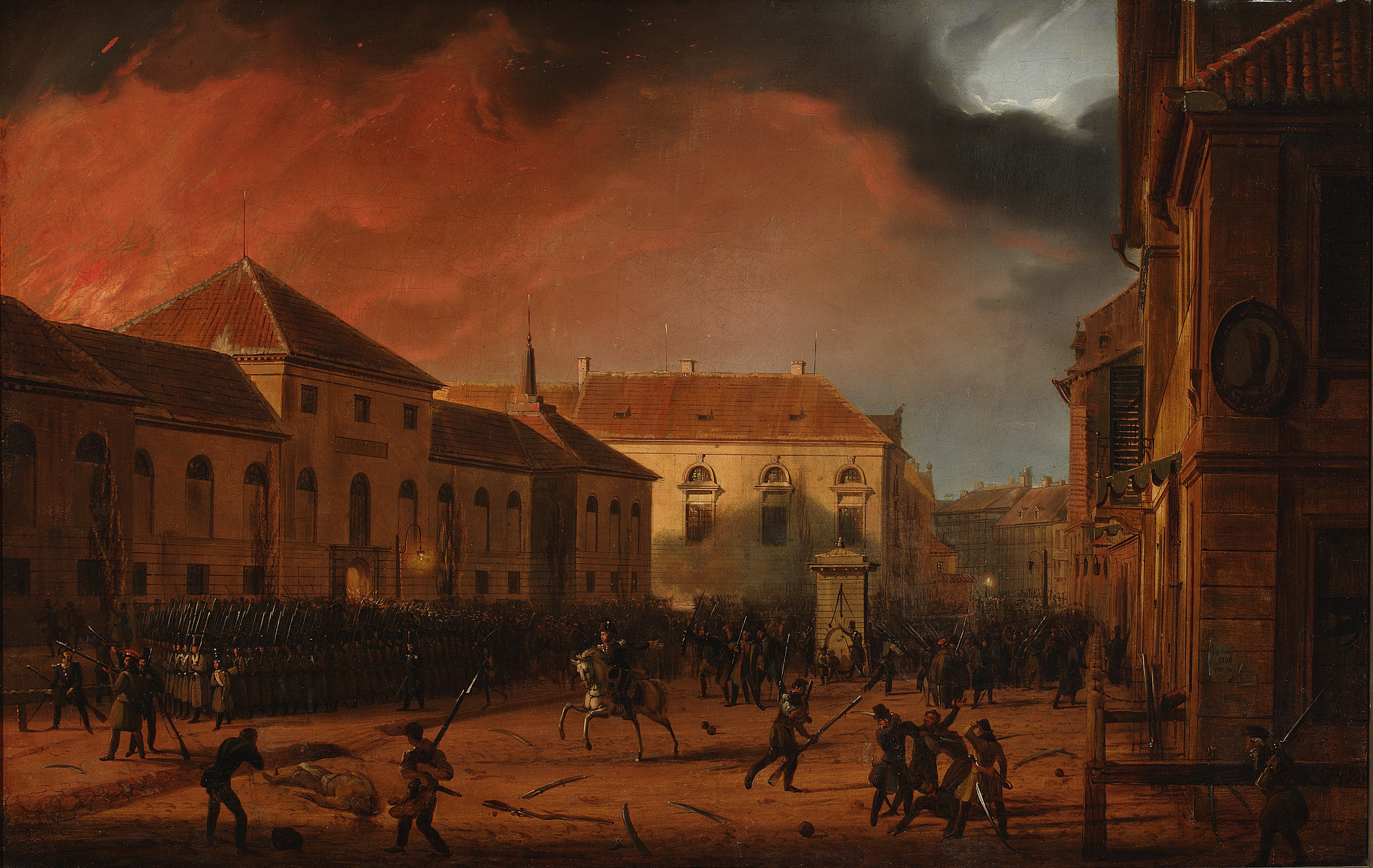
Das Gemälde zeigt den Moment der Einnahme des Warschauer Arsenals durch die Aufständischen. Gemälde von Marcin Zaleski aus dem Jahr 1831, Warschau, Nationalmuseum

Im Jahr 1830 existierte noch kein polnischer Nationalstaat. Das polnische Territorium war vielmehr zwischen Russland, Österreich und Preußen aufgeteilt. Der größte Teil des Landes, Kongresspolen genannt, lag im russischen Einflussbereich. Zar Nikolaus I. bekleidete in Personalunion auch das Amt eines Königs von Polen. Den militärischen Oberbefehl über Kongresspolen hatte Großfürst Konstantin, der Bruder des Zaren, inne. Die revolutionären Erschütterungen in Frankreich, Belgien und den deutschen Staaten weckten in Warschau Hoffnungen, sich von der russischen Herrschaft abspalten zu können. Den Anstoß zur Rebellion gab ein Befehl von Nikolaus I. Der Zar mobilisierte seine Armee, um gegen die Revolutionen in Frankreich und Belgien vorzugehen. Dabei erreichte Warschau das Gerücht, auch polnische Soldaten sollten nach Westeuropa entsandt werden. Hiergegen empörten sich liberal gesinnte polnische Militärs, die sich in der Warschauer Offiziersschule versammelten. In der Nacht vom 28. zum 29. November 1830 drangen sie in die Residenz von Großfürst Konstantin ein. Die Aufständischen versuchten ein Attentat auf Konstantin zu verüben, hielten dabei jedoch fälschlicherweise den Gouverneur von Warschau für den Vizekönig. Konstantin selbst hielt sich im Schlafappartement seiner Gemahlin versteckt und entging so seinen Attentätern. Ihm gelang die Flucht aus Warschau. Offiziere, die sich den Aufständischen in den Weg stellten, wurden von diesen erschossen. Kurze Zeit darauf kam es zu einer Erstürmung des Warschauer Waffenlagers. Die Stadtbevölkerung erhielt Gewehre und Munition. Die russischen Truppen zogen sich derweil auf Befehl Konstantins überraschend aus Warschau zurück.
Wie von Vizekönig Konstantin erwartet, gewannen die gemäßigten Kräfte in Warschau zunächst die Oberhand. Die führende Rolle spielten dabei Fürst Lubecki und der ehemalige russische Außenminister Czartoryski. Sie riefen im Dezember 1830 eine überwiegend konservative polnische Regierung ins Leben, die nur wenige radikal gesinnte Politiker umfasste. Die provisorische Regierung bemühte sich um eine Anerkennung durch den Zaren. Am 12. Dezember 1830 begann Lubecki seine Reise nach Sankt Petersburg, um mit Nikolaus I. zu verhandeln. Der Zar teilte ihm jedoch mit, dass er eine bedingungslose Unterwerfung der polnischen Armee und Regierung gegenüber Russland erwarte. Lubecki wies diese Forderungen als unerfüllbar zurück. Im Januar des Folgejahres erkannte der polnische Reichstag Nikolaus I. die polnische Krone ab. Daraufhin entschied sich der Zar für einen Waffengang gegen die Aufständischen. Nach anfänglichen Erfolgen der polnischen Armee gelang es den Truppen des Zaren bis September 1831 Warschau einzunehmen. Die polnische Verfassung wurde außer Kraft gesetzt, 80 000 Polen nach Sibirien in Gefangenenlager eingesperrt und das Land fortan ohne Sonderstatus Russland einverleibt. In dem zu Preußen gehörenden polnisch geprägten Großherzogtum Posen blieben Unruhen dagegen aus. Allerdings entzogen sich über 1000 Personen dem preußischen Militärdienst, um den Aufstand im russischen Teil Polens zu unterstützen. Die Regierung in Berlin reagierte, indem sie das Großherzogtum zu einer preußischen Provinz degradierte und fortan eine Politik der Assimilierung verfolgte.

### Italien

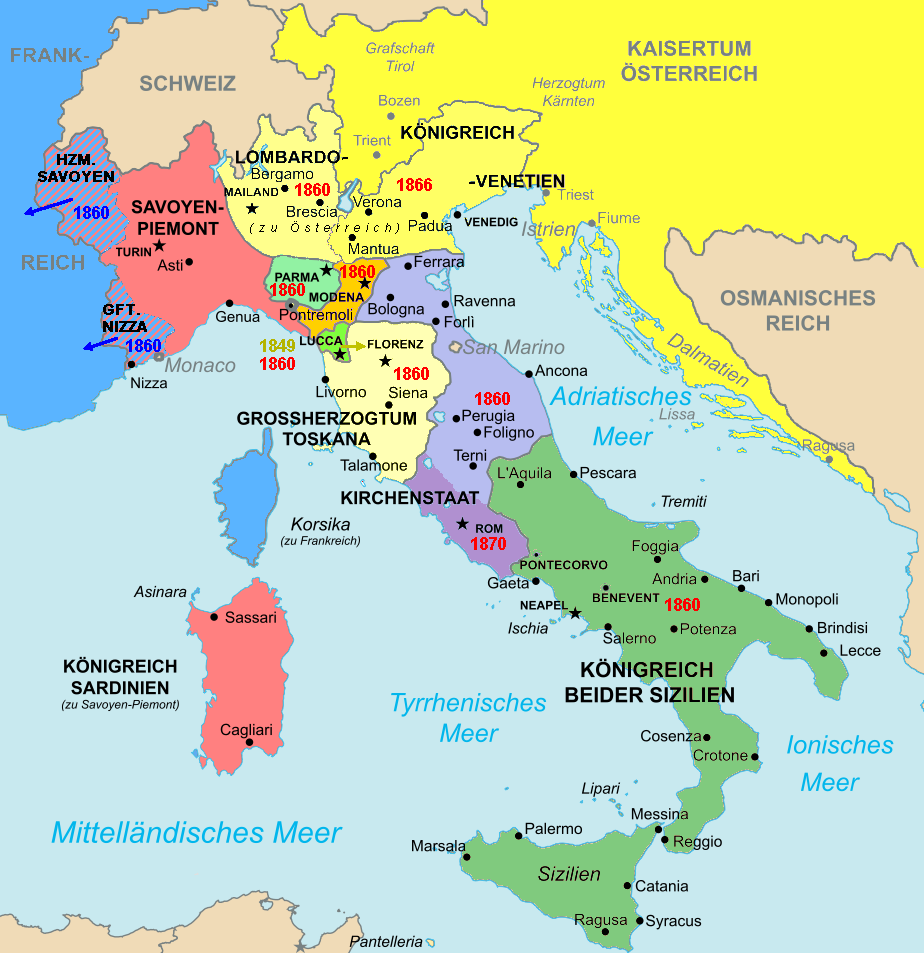
Im Jahr 1830 gliederte sich die Italienische Halbinsel noch in viele voneinander unabhängige Staaten. habsburgische Staaten,
bourbonische Staaten,
rote Jahreszahlen = Anschluss an Kgr. Sardinien-Piemont oder Kgr. Italien

1829 hatte das Konklave den bereits siebenundsechzigjährigen und schwer erkrankten Francesco Saverio Castiglioni zum neuen Papst gewählt. Als Pius VIII. sollte er bis zu seinem Tod am 30. November 1830 die Geschicke des Kirchenstaates leiten. Der neue Papst begann seine Amtszeit mit symbolischen Reformgesten. Er beendete die Überwachung von Staatsangestellten und Priestern. Auch Gaststätten waren fortan keinen Kontrollen mehr unterworfen. Außenpolitisch erkannte er die faktische Abspaltung der südamerikanischen Staaten von der spanischen Kolonialmacht an. Ebenso akzeptierte Pius VIII. die Etablierung der Julimonarchie in Frankreich. Nach 20 Monaten im Amt verstarb er, sodass im Dezember 1830 die Wahl eines neuen Papstes in die Wege geleitet werden musste. Angesichts der revolutionären Unruhen in Europa bestand unter den Kardinälen zunächst Uneinigkeit darüber, ob sie einen reformwilligen oder konservativen Anwärter auf den Stuhl Petri heben sollten. So wurde erst am 2. Februar 1831 Bartolomeo Cappelari zu Papst Gregor XVI. gewählt. Zu diesem Zeitpunkt brachen bereits Unruhen in großen Teilen des Kirchenstaates (vor allem Bologna) aus, die erst von päpstlichen und österreichischen Truppen niedergeschlagen werden konnten.

### Vereinigtes Königreich

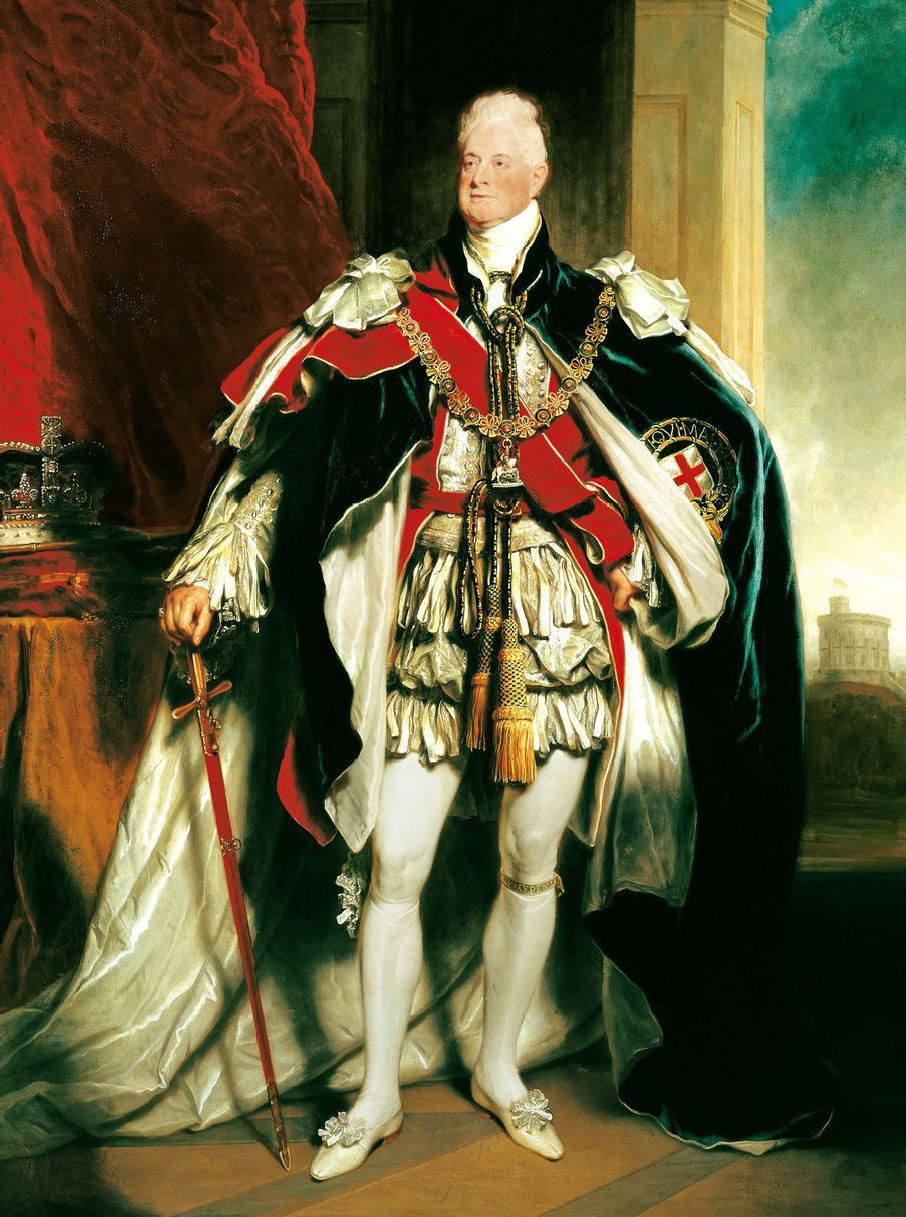
Wilhelm IV. im Krönungsornat, Gemälde von Martin Archer Shee aus dem Jahr 1830, Berkshire, Windsor Castle

Am 26. Juni 1830 starb König Georg IV. auf Windsor Castle. Ihm folgte König Wilhelm IV. auf den Thron nach. Der Herrschaftswechsel ließ Reformen erwarten, denn Wilhelm IV. galt in der Öffentlichkeit als relativ liberal. Im Vorjahr 1829 war er an der Durchsetzung des Catholic Emancipation Act beteiligt, der die konfessionelle Gleichstellung festschrieb. Im Sommer 1830 zeigte das Bekanntwerden der französischen Julirevolution auch in der britischen Innenpolitik Wirkung. Obwohl Parlamentswahlen die Toryregierung unter Premierminister Wellington bestätigten, war ihre Stellung angeschlagen. Als Wellington am 2. November 1830 bei der Parlamentseröffnung klarstellte, dass es keine Wahlrechtsreform geben würde kam es zu einem innenpolitischen Eklat. Sowohl im Parlament als auch auf den Straßen Londons demonstrierten die Menschen eine Woche lang teils gewalttätig gegen die Reformfeindlichkeit der Regierung. Wellington zog bereits 7000 Soldaten in London zusammen. Die Truppen kamen jedoch nicht mehr zum Einsatz, denn am 15. November 1830 verlor die Regierung ihre Mehrheit im Unterhaus und trat zurück. An ihre Stelle gelangte eine reformwillige Whigregierung unter Premierminister Charles Grey. Dennoch dauerte es noch bis Juni 1832, ehe alle Widerstände im Parlament gegen die Wahlrechtsreform beigelegt werden konnten und die innenpolitische Krise Großbritanniens überwunden war. Der Historiker Jürgen Osterhammel sieht in der Bewältigung der Jahre 1830 bis 1832 eine wichtige Weichenstellung: Wilhelm IV. sei mit seinem Reformkurs einer Revolution zuvorgekommen, die seiner Dynastie wohl ähnlich wie dem französischen König Karl X. ansonsten den Thron gekostet hätte.

## Kultur
Der französische Maler Eugène Delacroix schuf zwischen September und Dezember 1830 das berühmte Gemälde Die Freiheit führt das Volk. Das Bild entstand kurz nach der französischen Julirevolution. Es zeigt eine weibliche Personifikation der Freiheit, die der Marianne – der Nationalfigur der Französischen Republik – nachempfunden ist. Die Freiheitsfigur entspringt der sie umgebenden Unordnung und setzt mit Gewalt die Befreiung von der Restauration durch. Auf ihrem Haupt trägt die Freiheit eine dem antiken Pileus ähnelnden Hut, der im alten Griechenland von freigelassenen Sklaven getragen wurde. In ihrer rechten Hand hebt sie die französische Trikolore zum Himmel. In der linken Hand führt sie ein Gewehr mit sich. Ihr entblößter Oberkörper und ihre verschmutzte Haut weisen sie als eine Angehörige der sozialen Unterschicht aus. Obwohl viele Tote den Boden bedecken, ist es der vorwärtsdrängenden Gruppe dennoch gelungen, eine Barrikade einzunehmen. Das Gemälde zelebriert somit der Sieg der Revolution über die Unterdrückung. Es gilt bis heute als eine „Ikone des französischen Freiheitskampfes“ (Frederic Bußmann). Dies ist vor allem der Fall, da das Volk dynamisch als ein politisch handelnder Akteur dargestellt wird.

## Auswirkungen auf europäische Kolonien
Die Abspaltung des industriell bereits hochentwickelten Belgiens von den Niederlanden blieb nicht ohne Auswirkungen für die niederländischen Kolonien Java und Westsumatra. Um den Rückgang an Steuereinnahmen zu kompensieren, rückte die niederländische Kolonialmacht seit 1830 von ihrer bisherigen indirekten Herrschaftspraxis ab: Der neue Generalgouverneur Johannes van den Bosch sah für Java und Westsumatra ein sogenanntes „Kultivierungssystem“ vor. Damit ist gemeint, dass in der Kolonie künftig die einheimischen Landwirte auf 20 % ihrer Bodenfläche Zucker, Indigo und Kaffee anbauen sollten. Die niederländische Kolonie Java war zu diesem Zeitpunkt gerade erst „befriedet“ worden: Von 1825 bis 1830 führten Aristokratie und Bevölkerung einen Guerillakrieg gegen die Niederländer. Nur mit großem finanziellen und militärischen Aufwand konnte die Kolonialmacht die Kontrolle zurückgewinnen. Allein den Einheimischen kostete der Krieg 200.000 Menschenleben. Der Anführer des javanischen Aufstandes, Prinz Diponegoro, geriet 1830 in einen Hinterhalt. Die niederländische Führung hatte ihm für die Dauer von Verhandlungen freies Geleit zugesagt. Dennoch ließen sie ihn verhaften und ins Exil nach Makassar bringen, wo Diponegoro im Jahr 1855 auch versterben sollte. In Indonesien gilt er bis heute als ein Nationalheld.